# مارمولک کرمی جزایر ویرجین
مارمولک کرمی جزایر ویرجین (نام علمی: Amphisbaena fenestrata) نام یک گونه از سرده مارمولک کرمی است.